# Trinidad (Cuba)
Pour les articles homonymes, voir Trinidad.
Trinidad est une ville et une municipalité de la province de Sancti Spíritus, à Cuba.

## Géographie

### Situation
Trinidad est vers le centre de l'île de Cuba, sur la côte sud (mer des Caraïbes), à la pointe sud-ouest de la province de Sancti Spíritus, à 357 km — par la route — sud-est de La Havane et 71 km sud-ouest de sa capitale de province Sancti Spíritus. La ville est en rive gauche du fleuve Guaurabo, à 5 km de la mer des Caraïbes.
Son port, Casilda, est bien abrité par une longue péninsule fermant l'anse de Casilda.
L'aéroport Alberto Delgado (en) se trouve au sud-ouest de la ville.

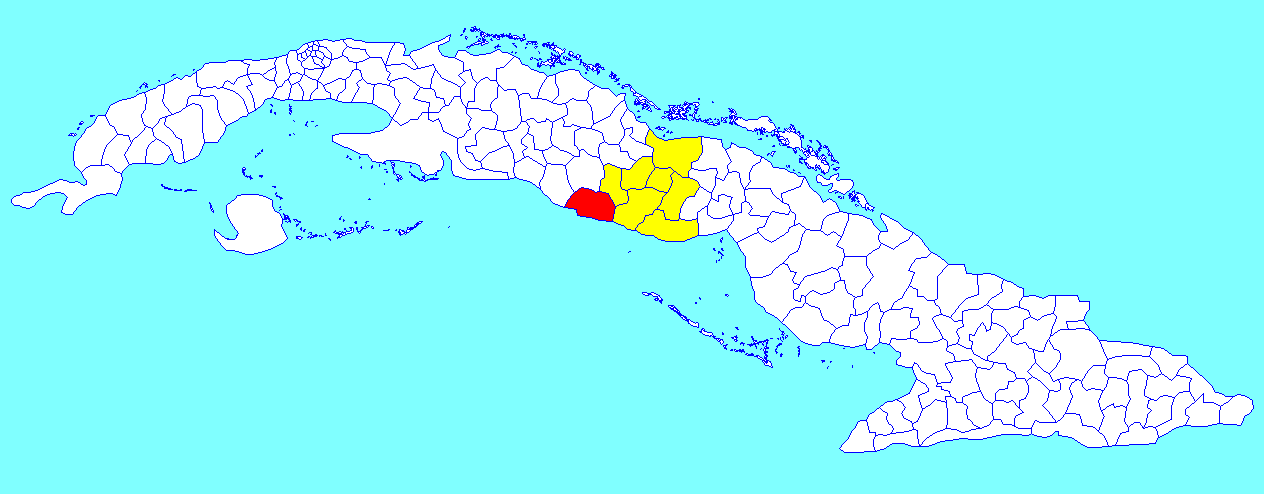
Municipalité de Trinidad dans la province de Sancti Spíritus

### Divisions administratives
La municipalité compte 13 consejos populares :
- Centro
- Zona Monumento
- Armando Mestre
- La Purísima
- Casilda
- FNTA
- Condado
- Topes de Collante
- San Pedro
- Manacas - Iznaga
- Algarrobo
- Pitajones
- Caracusey

### Hydrographie

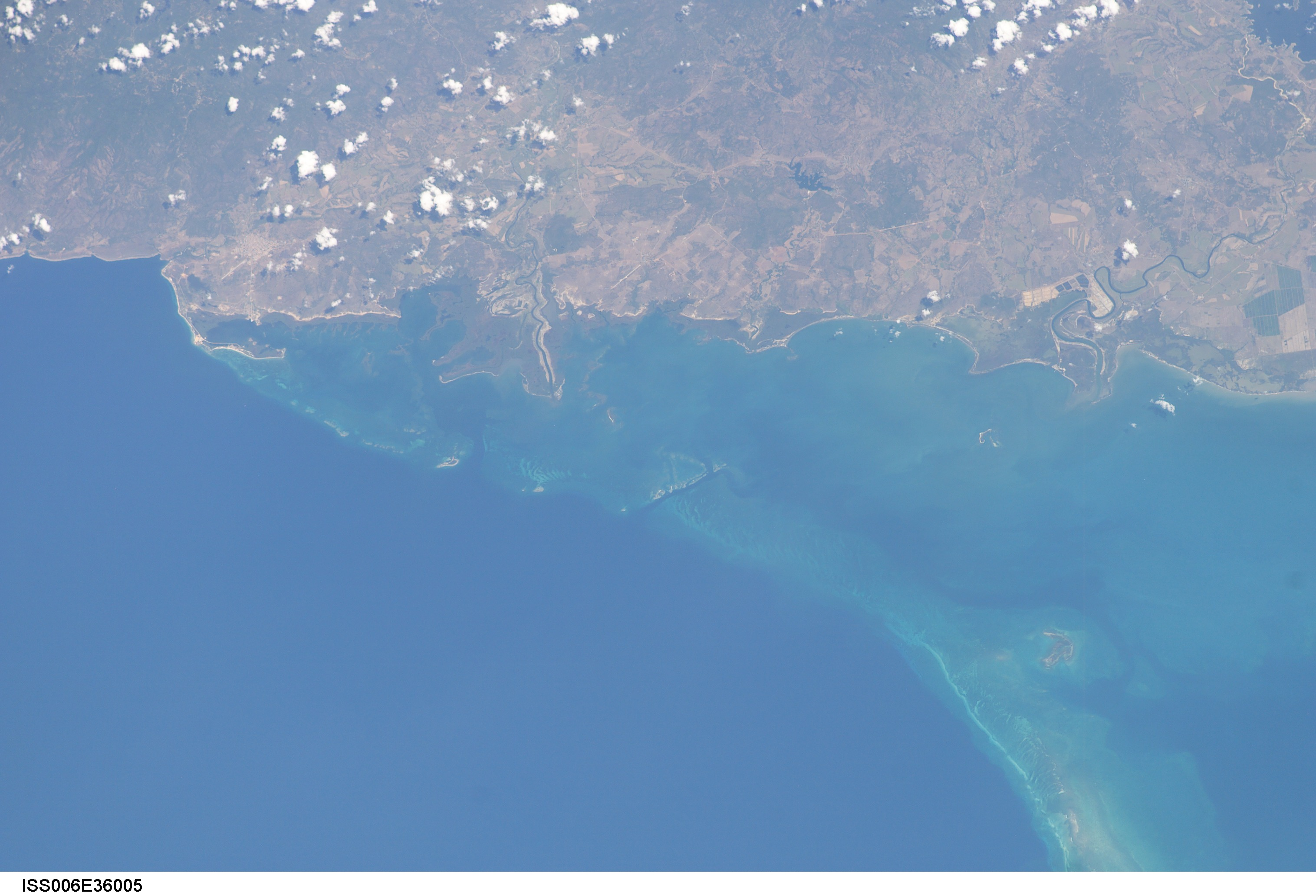
Région côtière de Trinidad, vue satellite

Suivant la côte d'ouest en est, on rencontre successivement divers cours d'eau, anses et lagunes :
- le Cabagán marque la limite avec la municipalité de Cumanayagua[1].
- le Guanayara, avec le village Río Guanayara à son embouchure[5].
- le Caña, avec le village Río Caña à son embouchure[6].
- Le Guaurabo, plus important, qui prend source au sud-est du Loma la Pica au nord de Trinidad[7], reçoit le Javira[8] en rive droite au nord-ouest de la ville et rejoint la mer au village de La Boca[7].
- lagune La Chorrera[1].
- anse de Casilda, fermée au sud par une péninsule de presque 6 km de longueur bordée sur sa rive sud par les sables blancs de Playa Ancón[1].
- l'anse de Casilda ouvre sur la baie de Casilda[9]
- l'Agabama, qui alimente une zone humide sur péninsule avant de rejoindre la mer[10].
- baie de San Pedro à l'est de la péninsule de l’Agabama[9]
- le Higuanojo, marquant la limite avec la municipalité de Sancti Spíritus[11].

## Population
En 2022 la population de la municipalité est estimée à 76 500 habitants. Pour une surface de 1 168 km2, la densité est de 65,52 habitants/km².
Sa population était estimée à 51 994 habitants en 2005.

## Histoire
Fondée en 1514 par le conquistador espagnol Diego Velázquez de Cuéllar, la ville a longtemps vécu de la canne à sucre.
Du XVIIe au XIXe siècle, la ville fut au centre du commerce du sucre et des esclaves.
Une grande période d'isolement, de 1850 à 1950, permit de préserver l'architecture de la ville, de sorte qu'elle a conservé son aspect d'autrefois. Le centre historique a récemment fait l'objet d'une restauration minutieuse, ce qui en fait la ville coloniale la mieux conservée de l'île.
Aujourd'hui, elle vit surtout grâce à l'essor du tourisme sur l'île et en est devenue un des lieux les plus réputés.

## Monuments et lieux touristiques
Restaurée, la ville a conservé ses rues pavées et les maisons aux couleurs pastel de l'époque coloniale. Les bâtiments qui circonscrivent Plaza Mayor témoignent de la richesse des propriétaires de l'époque. Elle est réputée pour son centre historique à l'architecture coloniale inscrit au patrimoine mondial de l'UNESCO depuis 1988.

### Plaza Mayor

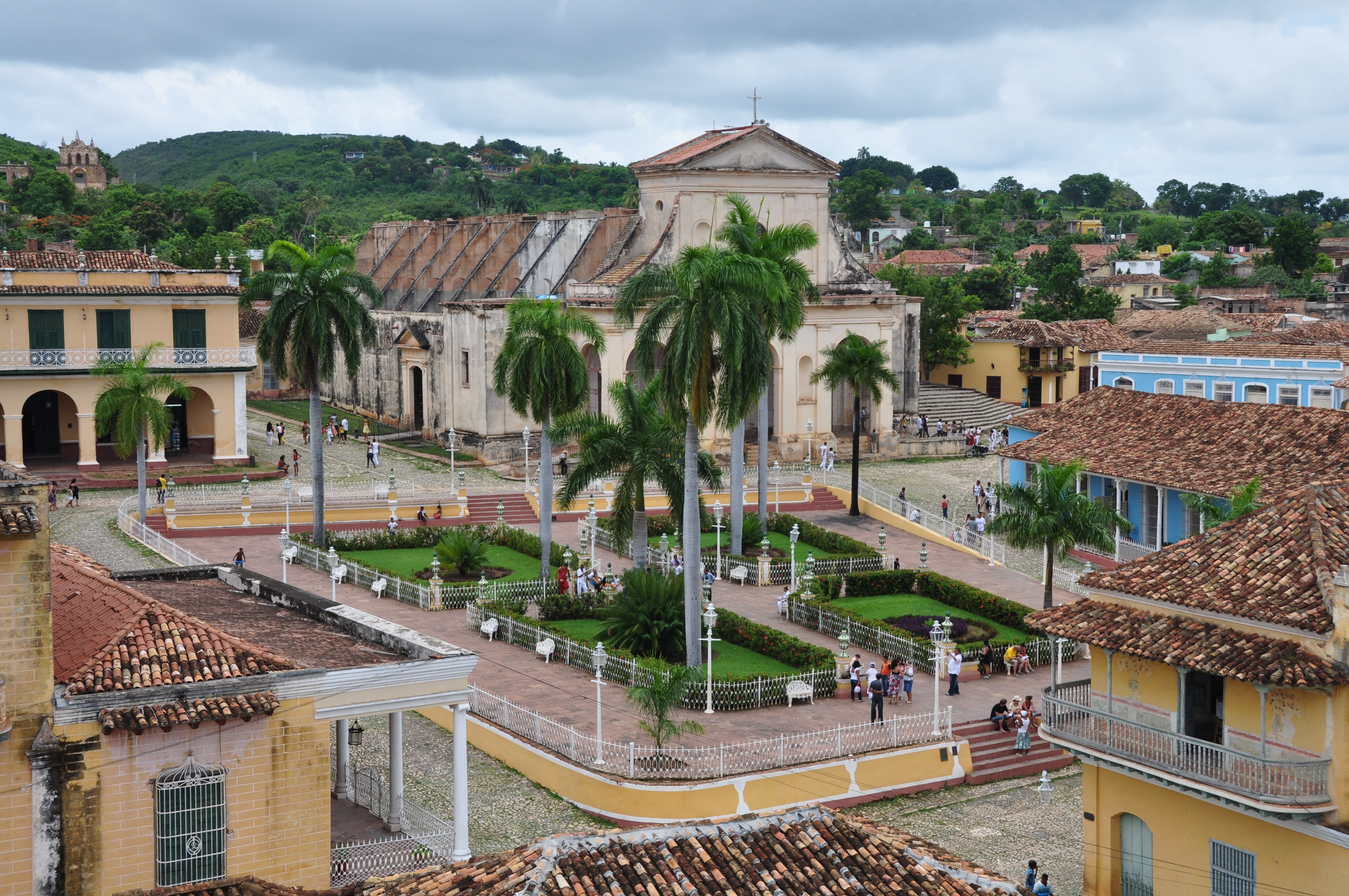
La Plaza Mayor à Trinidad, Cuba

En 1518, le lieu était encombré de tentes, d'arquebuses et de soldats, car c'était le campement de la troupe de Hernán Cortés qui se préparait à la conquête de Mexico. Après quelque temps, ce Champ de Mars est evenu une place illuminée avec des lampes fonctionnant à l'huile d'olive, où les cavaliers faisaient les galants auprès des dames et les nobles discutaient de leurs affaires de sucre.
Aujourd'hui, la Place Mayor de Trinidad et son environnement sont considérés comme l'un des ensembles urbanistiques les plus homogènes de la période coloniale de Cuba. Dans le parc, statue de Terpsichore entourée de palmiers.

### Église de la Santissima Trinidad
Un Christ taillé dans du bois fin issu d'un naufrage, se serait échoué sur la plage de Trinidad en 1713. Destiné initialement à Veracruz au Mexique, il est actuellement vénéré dans l'église paroissiale Mayor (plaza Mayor), même si son autel principal est consacré à la Sainte Trinité. Elle a été construite[Quoi ?] entre 1817 et 1892 à Sancti Spíritus, avec un retard de 75 ans dans sa construction, ce qui a amené l'emploi de différents styles tels que le néoclassique, le grec et les tendances habituelles du XIXe siècle. L'église a été détruite à plusieurs occasions et même saccagée par des pirates, elle a toujours su s'en remettre. Malgré ses malheurs, elle a donné la plus grande de ses cloches à la cathédrale de La Havane.

### Musée romantique - Palacio Brunet
Cette résidence était le palais du “Comte Brunet”, un richissime colon aux envies nobiliaires, qui s'est même dessiné un blason. Ce somptueux édifice (52, rue Fernando Hernández Echerri) vieux de deux siècles possède es planchers de marbre européen, de la verrerie de Bohême, de la céramique de Talavera de la Reina, des fresques murales.

### Musée d'architecture
Il présente l'art de construire aux XVIIIe et XIXe siècles. Le bâtiment du musée (83, rue Ripalda) date de 1738. Les planches du toit semblent emboîtées. Il y a des serrures énormes aux fenêtres et aux portes, en plus de la collection de ferrures, des pièces de bois taillé et des points en cristal et de couleurs.

### Musée d'archéologie
Alexander von Humboldt passa une nuit en mai 1801 dans la demeure de la famille Padrón (457, rue Simón Bolívar), alors l'un des habitants les plus riches de la ville. Ses salles exposent maintenant des objets de la culture aborigène que les conquistadors ont pratiquement détruite. Les fers des esclaves constituent un autre héritage de l'époque coloniale. L'exposition couvre jusqu'à la moitié du XIXe siècle.

### Musée municipal général
L'intérieur de l'ancien palais Cantero a été décoré par des peintres locaux et italiens. Il expose des armes, du mobilier, des arts et des documents. Sa tour de trois étages - emblématique de Trinidad - offre une vue panoramique sur la ville et ses environs (423, rue Simón Bolívar).

### Musée de la lutte contre les bandits (Couvent St François d'Assise)
Cet ancien couvent de nonnes fut un temps transformé en quartier général d'infanterie. Aujourd'hui, derrière cette façade ecclésiastique sont exposées des mitrailleuses et des barques de débarquement (357, rue Fernando Hernández Echerri).
C'est le plus célèbre monument de Trinidad, qui héberge désormais le musée de la lutte contre les rebelles. Du haut de son clocher la vue est superbe.

### Musée d'art colonial
Situé dans la maison de las Cien Puertas (maison aux cent portes). Les anciens propriétaires ont orné leur palais avec des vitraux, des vases en porcelaine, des lustres de verre, du bois superbe et tout ce que leur luxe leur permit et même un piano ... transporté à dos d'homme sur 80 km.

### Parc El Cubano
Ce parc est, comme Trinidad, classé dans le patrimoine mondial de l'UNESCO. C'est une réserve naturelle située à quelques kilomètres de la ville. Elle comprend une cascade (cascade de Javira) qui est un havre de fraîcheur en été, des vestiges de l'esclavage et une ferme musée de l'époque coloniale.

### Les plages

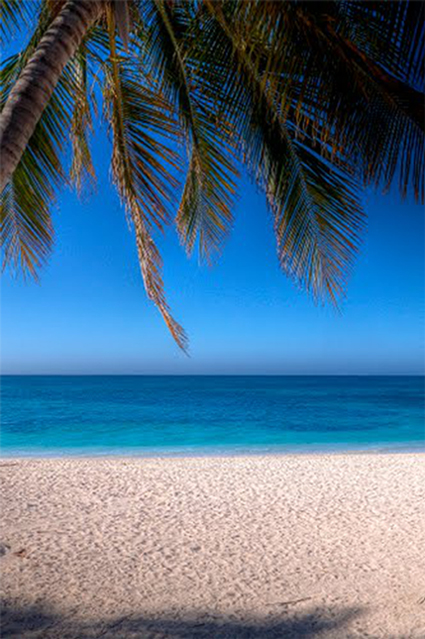
Hauts fonds de la plage Ancon

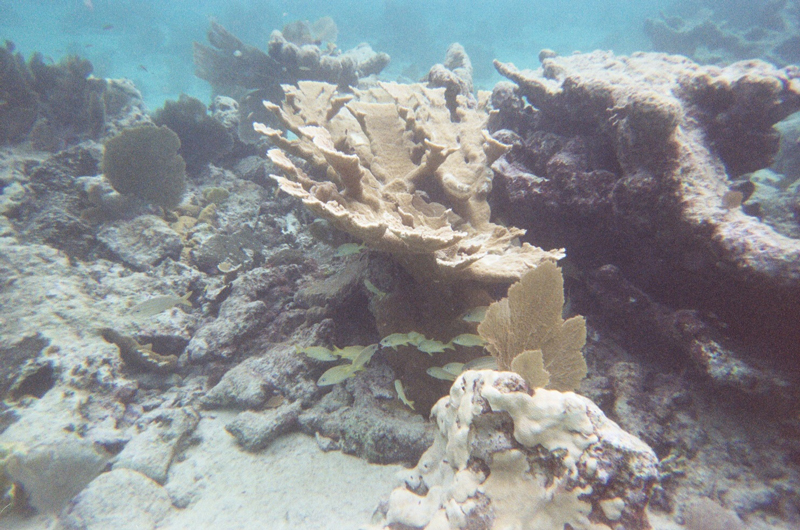
Récifs sur la plage Maria Anguilar

Il y a plusieurs plages près de Trinidad, parmi elles, la Playa Ancon est l'une des plus belles de Cuba.
La plage Maria Anguilar est idéal pour la plongée en apnée.
La plage rocheuse de La Boca offre des vues imprenables sur les montagnes de l'Escambray.

### Vallée de Los Ingenios
À l'est de la ville, la vallée de Los Ingenios (“vallée des usines à sucre”) est un musée vivant de l'industrie sucrière avec ses 75 sucreries en ruine, les voies ferrées, les résidences d'été des planteurs, les baraquements des ouvriers et autres édifices liés à l'exploitation de la canne à sucre.
La tour Manaca-Iznaga, construite en 1816, mesure 45,5 m de haut. Ses cloches marquaient autrefois le début et la fin de la journée de travail dans les plantations et usines de la vallée. Elle servait également comme tour d'observation pour surveiller les esclaves qui travaillaient dans les champs de canne à sucre de la vallée de Los Ingenios et à repérer ceux qui tentaient de fuir. Sa haute tour offre une vue panoramique sur la vallée de Los Ingenios et lorsque le temps est clair, on peut y apercevoir la ville de Trinidad éloignée de 15 km.

Lors de sa construction, on avait installé au sommet de la tour une cloche qui servait à annoncer le début et la fin de la journée de travail pour les esclaves. Elle était aussi utilisée comme alarme en cas d'incendie ou d'évasion d'esclaves. La cloche se trouve maintenant au pied de la tour.

### Topes de Collantes
Près de Trinidad au nord-ouest, le parc naturel (paysaje natural protegido) Topes de Collantes, créé en 1939 dans le massif de l'Escambray, couvre 20 135 ha. Sa plus haute élévation est le pic Potrerillo à 931 m d'altitude. On y trouve grottes, rivières, cascades, piscines naturelles et canyons, entourés de petites montagnes.
La flore inclut 548 espèces, 401 genres et 122 familles, appartenant à 5 divisions : Lycopodiophyte, Polypodiophyta, Cycadophyta, Pinophyta et Magnoliophyta ; 53 espèces sont endémiques, dont 22 menacées à divers degrés. On y trouve plus de 40 espèces d'orchidées indigènes et 100 espèces de fougères, le plantain et le bananier sauvage, le jasmin, le bégonia, plusieurs représentants de la famille du gingembre et environ 40 espèces de caféiers. Des pins de 40 mètres de haut côtoient l'eucalyptus, l'acajou des Antilles (Swietenia mahagoni) et le magnolia.[réf. nécessaire] 

La faune inclut 1 236 espèces d'invertébrés dont 249 sont endémiques au secteur Guamuhaya ; trois genres d'oiseaux endémiques, chacun avec une seule espèce : colombe à tête bleue (Starnoenas cyanocephala), petit-duc de Cuba Margarobyas lawrencii) et pic poignardé (Xiphidiopicus percussus), et d'autres endémiques comme le todier de Cuba (todus multicolor), une sous-espèce rare de pic à bec ivoire (Campephilus principalis bairdii (en)), des colibris uniques et le trogon de Cuba (Priotelus temnurus, oiseau national de Cuba)[réf. nécessaire].
Topes de Collantes est connu pour ses sentiers de montagne. Le Sendero Vegas Grandes est la randonnée la plus populaire parmi les visites de la région, il traverse les plantations de café sur environ deux kilomètres et demi, en apercevant des maisons traditionnelles, des falaises et se terminant au Salto del Caburní, une chute d'eau spectaculaire.

### Lomas de Banao
La réserve écologique Lomas de Banao se trouve dans le nord-est de la municipalité ; elle s'étend sur Triniad, Sancti Spíritus et Fomento.

### Autres lieux touristiques
- Le musée spéléologique, musée unique à Cuba, est situé dans une caverne. Foyer, temple et cimetière aborigène, d'accès difficile, l'ensemble est sous terre, dans la Cueva Maravillosa (la grotte merveilleuse).
- Le musée d'histoire naturelle.
- La maison-musée du général Serafín Sánchez, natif de Trinidad.
- L'église Santa Ana, restée longtemps en ruine.
- Le parc Céspedes.
- La Casa de la Trova, lieu de toutes les musiques.
- Le pont sur la rivière Yayabo (monument national).

## Galerie

Trinidad
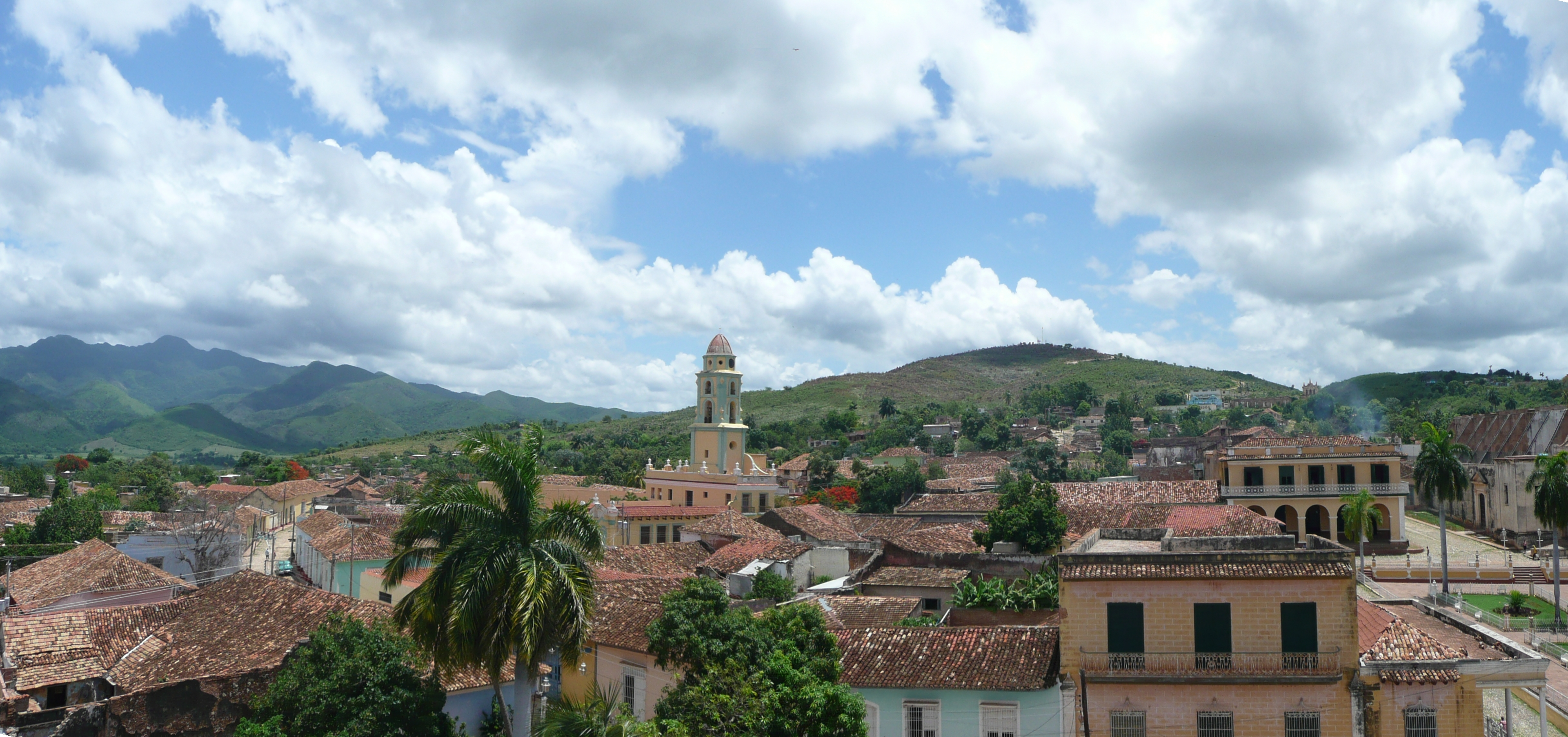
Église Saint-François d'Assise
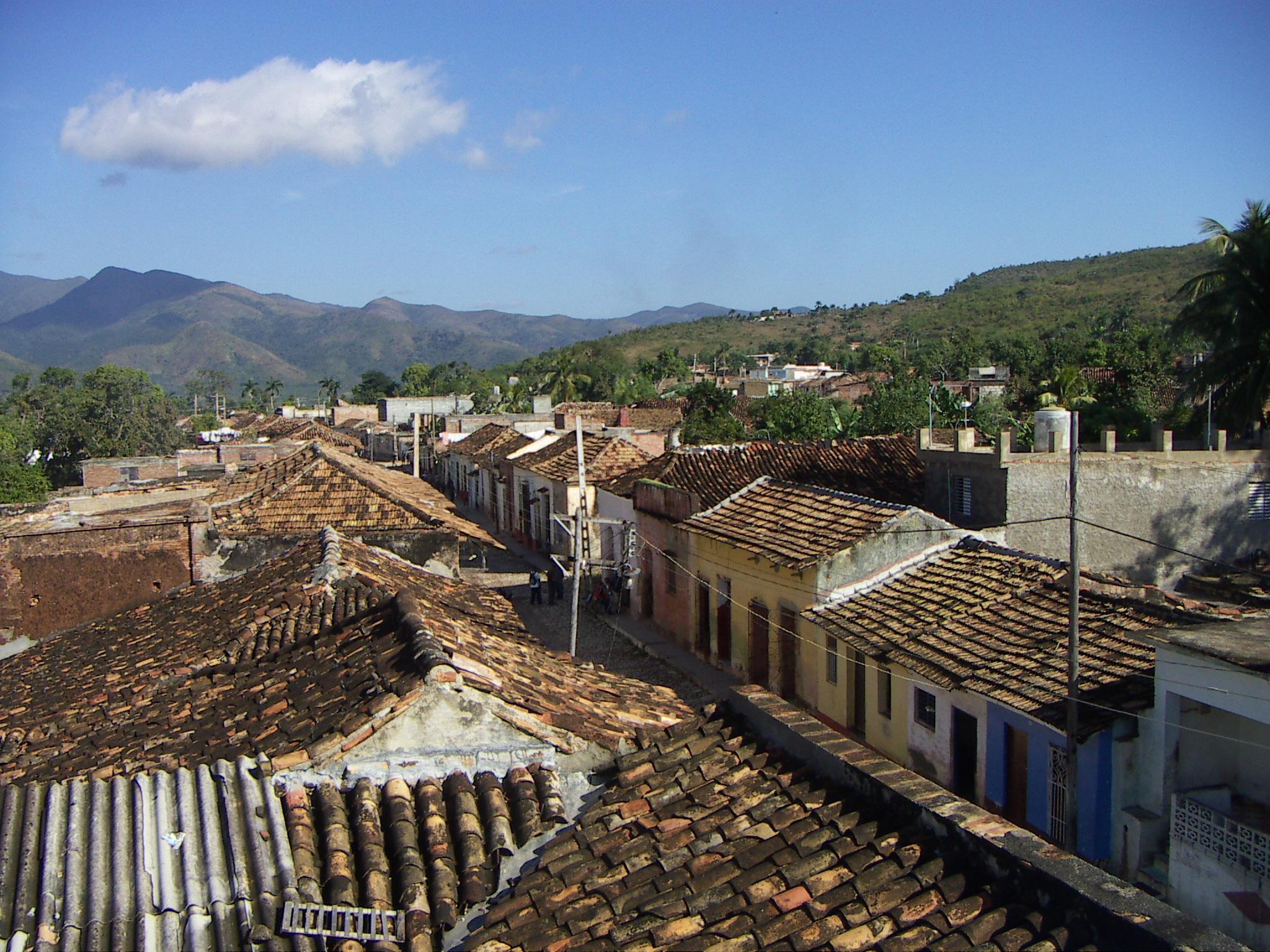
Une terrasse
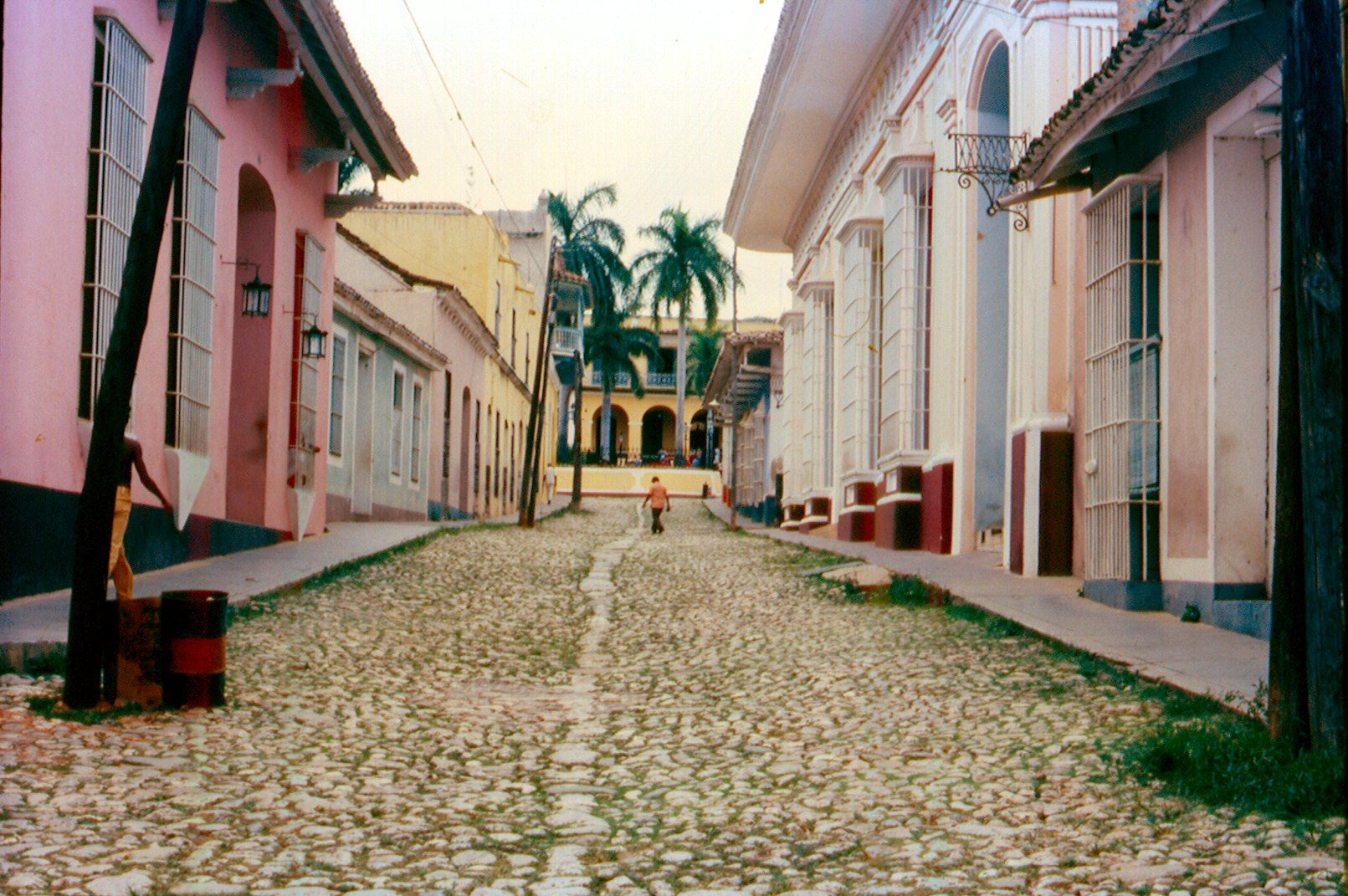
Une rue
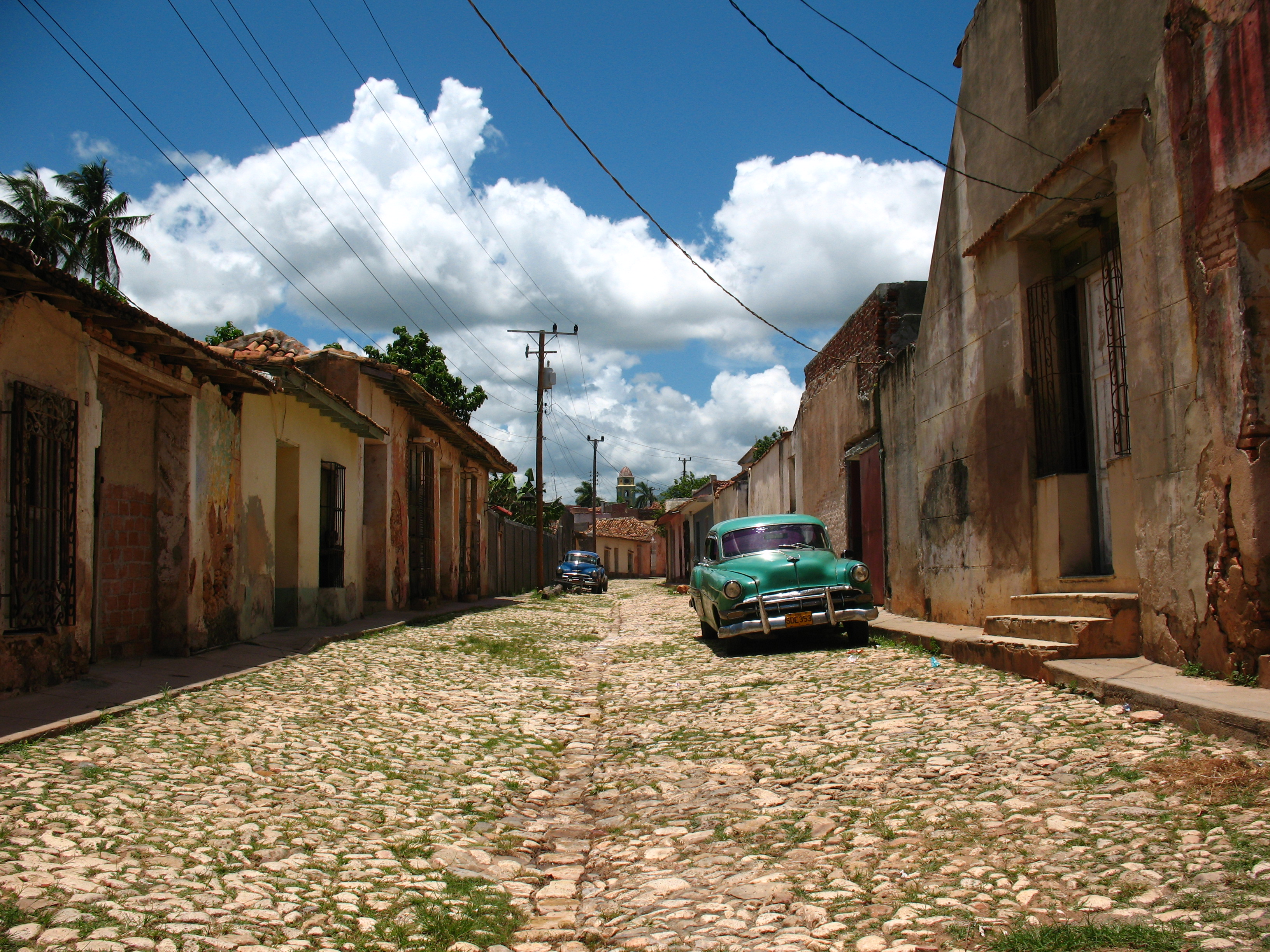
Une rue
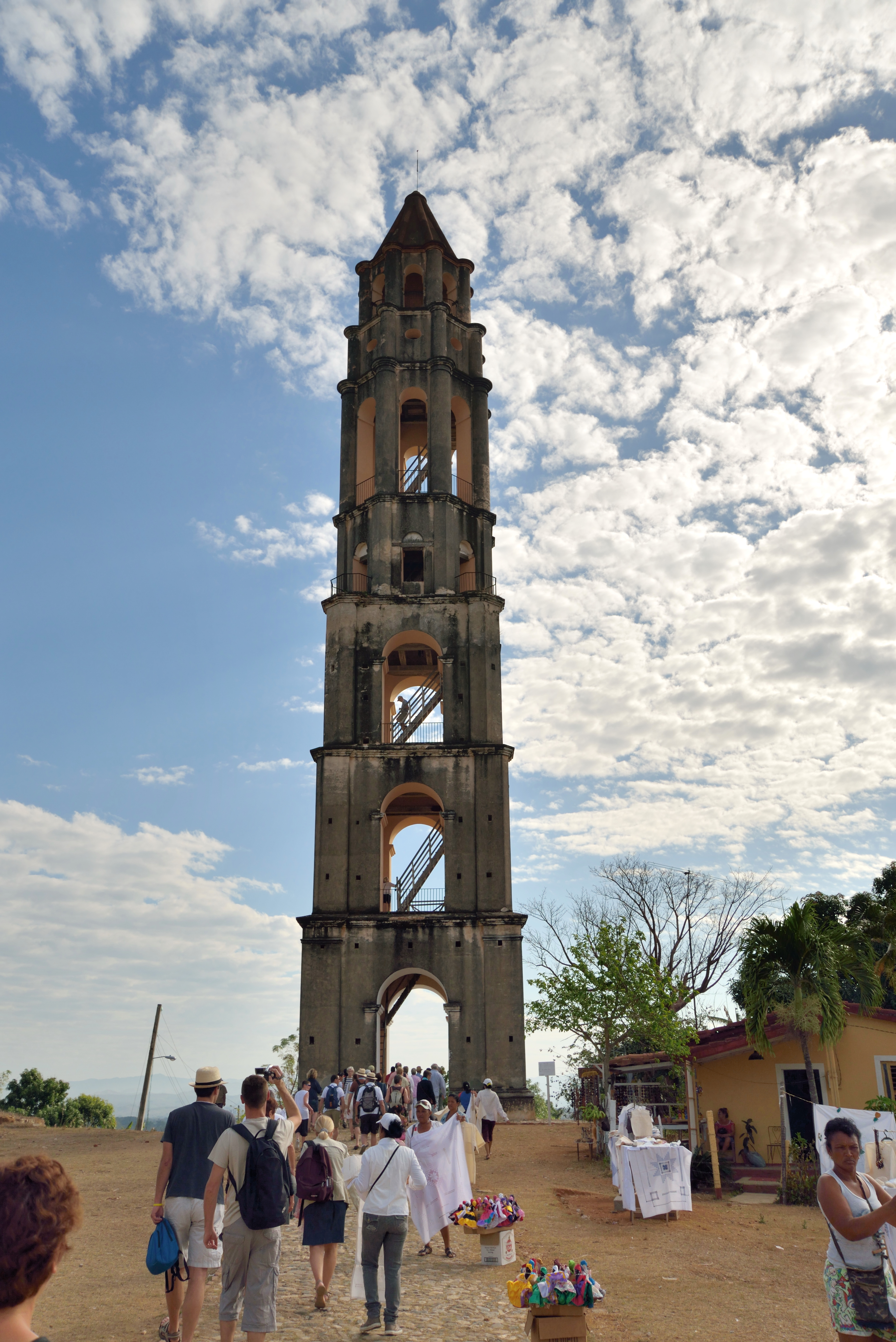
Tour Iznaga
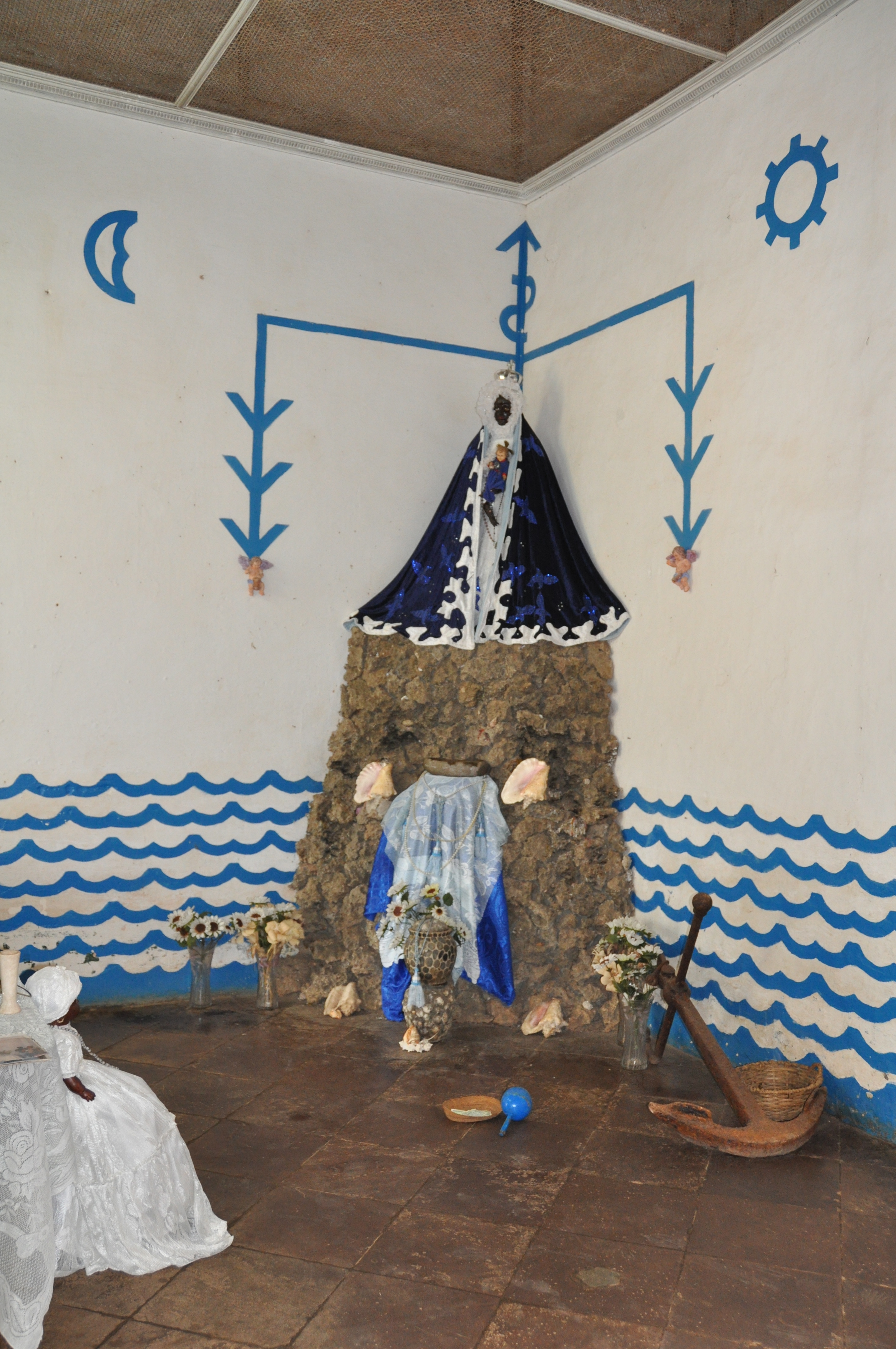
Le temple de Yemayà à Trinidad
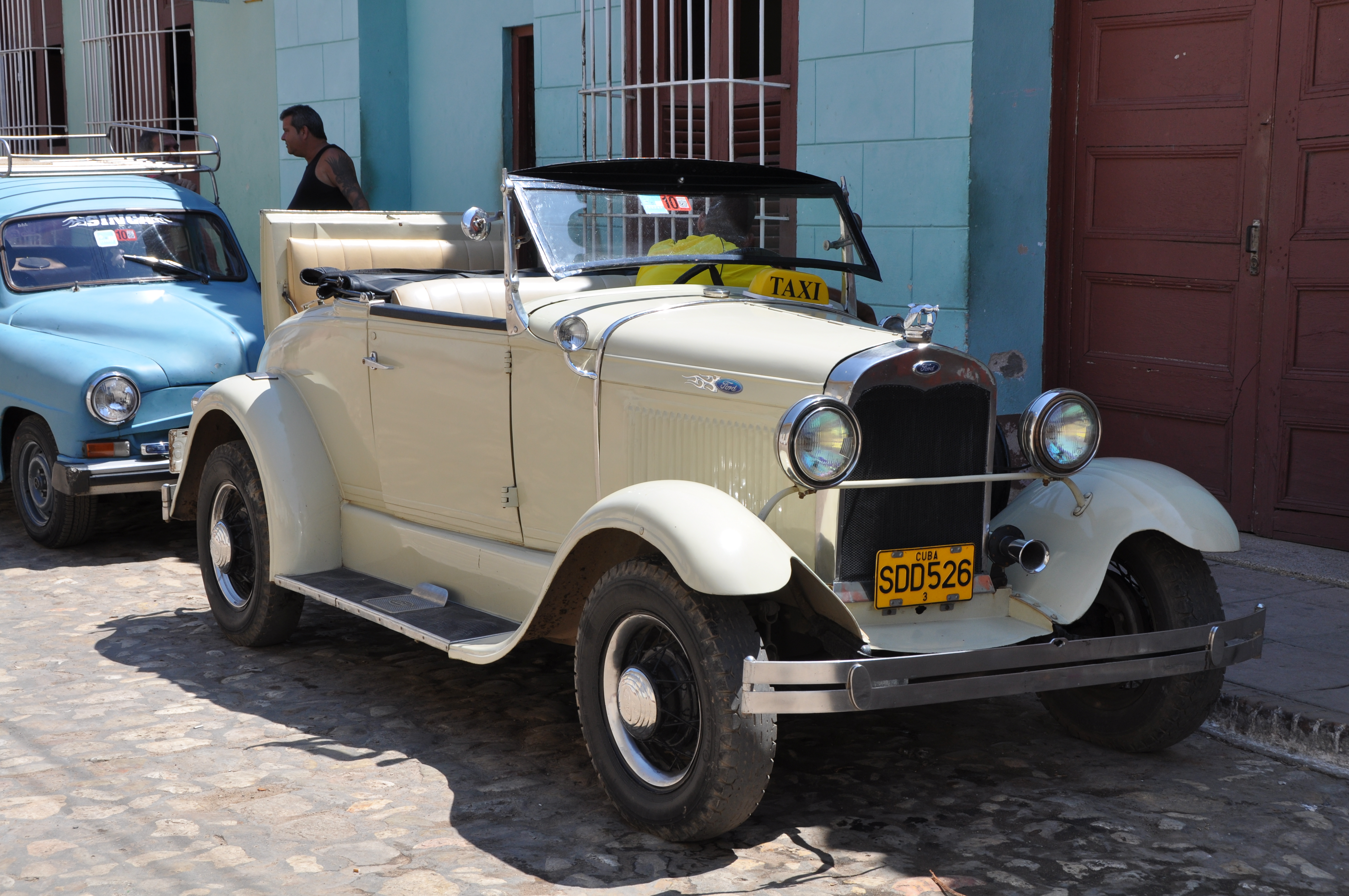
Un vieux taxi (Ford Modèle B)
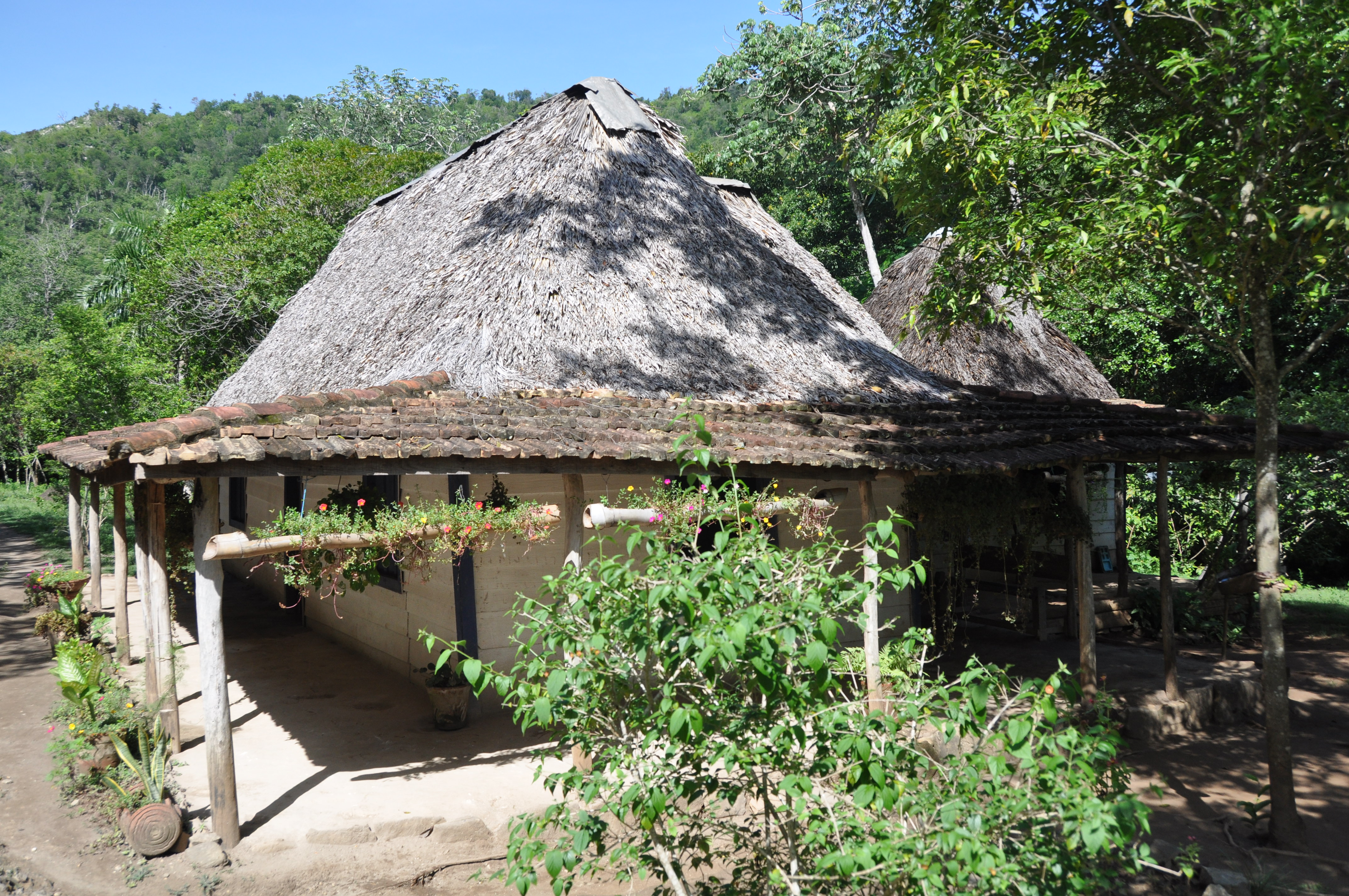
Ferme musée dans le parc El Cubano
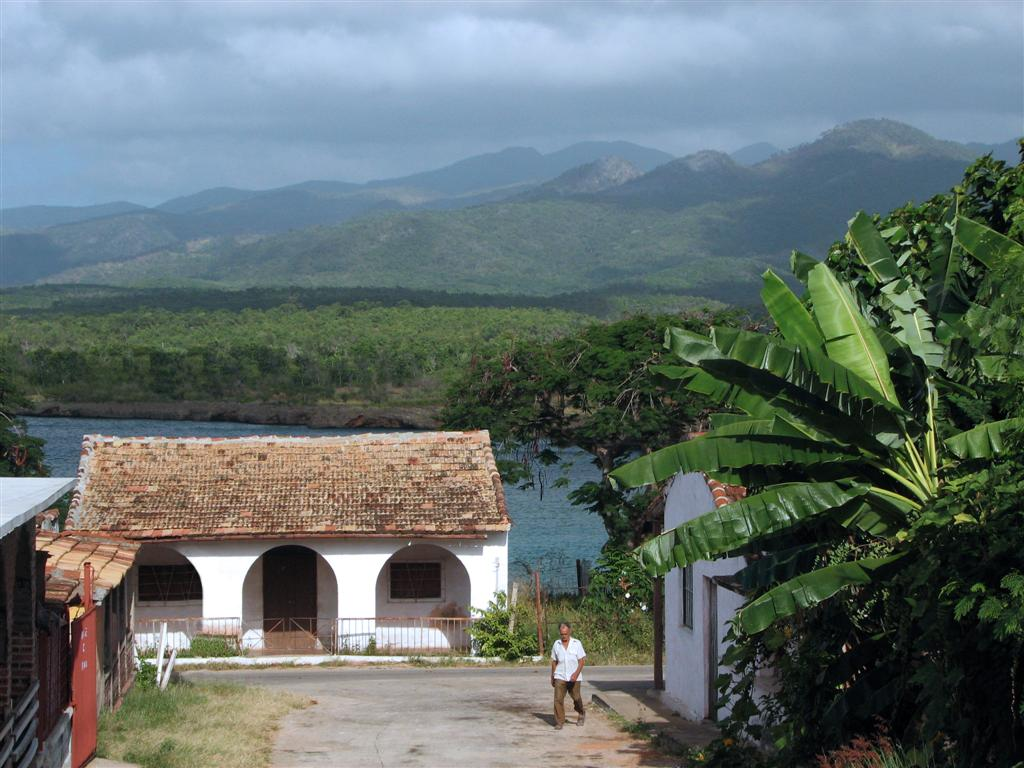
Massif de l'Escambray
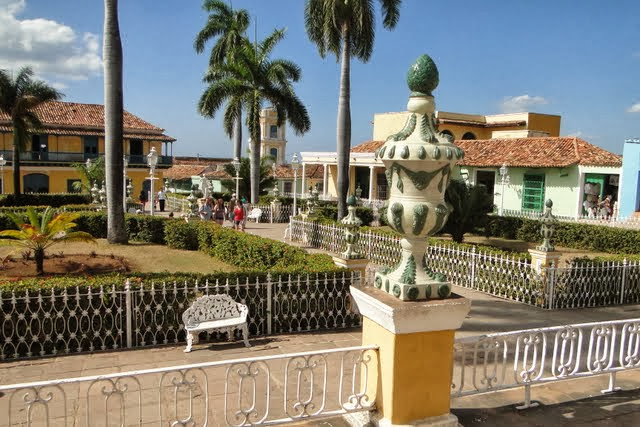
Plaza Mayor
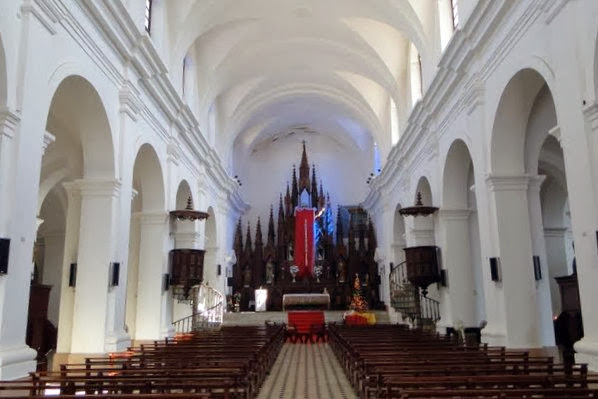
Intérieur de l'église de la Sainte Trinité